# Dilar distinctus
Dilar distinctus is een insect uit de familie van de Dilaridae, die tot de orde netvleugeligen (Neuroptera) behoort. 
Dilar distinctus is voor het eerst wetenschappelijk beschreven door Nakahara in 1955.